# Gooise Meren
Gooise Meren (ˈɣoːi̯sə ˈmeːrə(n), que significa "llacs del Gooi") és un municipi de la província d'Holanda del Nord, als Països Baixos. Té uns 56.000 habitants i té una extensió d'uns 77 km². El municipi es va formar l'any 2016 per la fusió de Bussum, Muiden i Naarden. La part est i sud (Naarden i Bussum) forma part de la regió del Gooi, mentre que la part oest (Muiden) forma part de la regió de Vechtstreek.

## Geografia
|        |           | Almere |
| Diemen |           | Huizen |
| Weesp  | Hilversum |        |

El municipi conté la part nord de la serralada d'Utrecht, el llac Naardermeer i l'illa artificial de Pampus. Gooise Meren limita al nord-oest amb el llac IJmeer i al nord-est amb el llac Gooimeer. El riu Vecht desemboca a l'IJmeer a Muiden. També és a Muiden on acaba la part nord de l'antiga línia d'aigua neerlandesa.

## Política i govern
El consell municipal està format per 31 membres, dividits de la següent manera d'acord amb els resultats de les últimes eleccions locals (2018):
- Partit Popular per la Llibertat i la Democràcia (VVD) - 8 membres
- Crida Demòcrata Cristiana (CDA) - 5 membres
- Demòcrates 66 (D66) - 5 membres
- Partit del Treball (PvdA) - 4 membres
- Esquerra Verda (GroenLinks) - 3 membres
- 50PLUS - 2 membres
- Hart voor Bussum - 2 membres
- Gooise Ouderen Partij - 2 membres

El govern municipal el formen el batlle (Han ter Heegde, VVD) i cinc regidors (2 VVD, 1 CDA, 1 D66, 1 GroenLinks).